# Biomobile
Biomobile est un projet dont les premières réflexions ont débuté en 2000 et qui a été concrètement lancé en Suisse en 2004. Il a ensuite donné naissance à une association éponyme en 2008. Il s'articule autour de la conception et de la réalisation de véhicules à très faible consommation, avec une empreinte écologique minimisée. Il fait suite à la proposition de plusieurs étudiants de la HES-SO et s'inscrit dans la continuation du projet Consomini initié par trois écoles d'ingénieurs de la HES-SO (Fribourg, Le Locle et Genève) chacune ayant développé une partie de ce premier véhicule.
L'association a réalisé plusieurs générations de véhicules. Le premier, « biomobile » (le nom du véhicule est le même que celui de l'association), puis « (b)mobile », deux véhicules dont il a existé plusieurs modèles, et enfin « (c)mobile », véhicule en cours de développement en 2019.
En 2015, l'association Biomobile et HEPIA ont conçu et réalisé un handbike en matériaux biosourcés (fibre de lin, résine végétale, hêtre, etc.) : le biobike, présenté en 2017.

## Association

### Historique
L'Association biomobile a été créée en 2008 par Michel Perraudin. Ancrée à la Haute École du paysage, d'ingénierie et d'architecture de Genève (HEPIA), elle a été constituée dans le but de simplifier certaines procédures administratives et de gagner une réactivité qui n'aurait pas toujours pu être possible dans une structure étatique.
Elle a été reconnue d'utilité publique en 2011 par les instances tant fédérales que cantonales, et compte une centaine de membres[Quand ?]. Son comité est constitué d'un président, d'un vice-président, d'un secrétaire et d'une trésorière. Plusieurs membres du comité constituent la commission technique.

### Objectifs
L'idée initiale du projet reposait sur la conception et la réalisation de véhicules participant à des compétitions telles que le Éco-marathon Shell ou le challenge ÉducÉco dont l'objectif est de parcourir le plus grand nombre de kilomètres avec une quantité d'essence donnée. Le projet s'est ensuite élargi vers :
- La réalisation d'un véhicule, démonstrateur technologique d'une mobilité « raisonnable », dont la conception et l'utilisation minimisent le recours aux ressources fossiles ;
- La formation de jeunes issus de diverses écoles européennes au travers d’un projet motivant et rassembleur[3] ;
- La sensibilisation du public aux problèmes liés à la mobilité et à l'environnement[4].

### Mode de fonctionnement
Le fonctionnement de l'association Biomobile repose exclusivement sur le bénévolat. Son financement est assuré par le mécénat et le soutien de ses partenaires industriels et institutionnels. Elle ne poursuit aucun but commercial. Elle collabore avec plusieurs écoles dont l'HEPIA où se situent ses locaux, et plusieurs équipes poursuivant des objectifs similaires. L'Association accueille régulièrement des stagiaires issus d'écoles diverses (Suisse, France), et elle participe à la formation de jeunes, les sensibilise aux difficultés environnementales, économiques et sociales.

### Points abordés
Au gré de ses activités, l'association a acquis des compétences dans plusieurs domaines tels que les composites végétaux, l'optimisation topologique et les biocarburants issus de déchets.

## Projets
Les projets de l'association ont évolué en utilisant de nouvelles technologies et de nouveaux développements, aux niveaux mécanique et structurel.
| Problématique                 | Solution                        | Véhicule            | Date |
| ----------------------------- | ------------------------------- | ------------------- | ---- |
| La substitution du carburant  | Bioessence X41 issue de déchets | biomobile           | 2004 |
| La substitution des matériaux | Composites végétaux             | (b)mobile & biobike | 2013 |
| L'économie des matériaux      | Optimisation topologique        | (c)mobile           | 2019 |

### biomobile

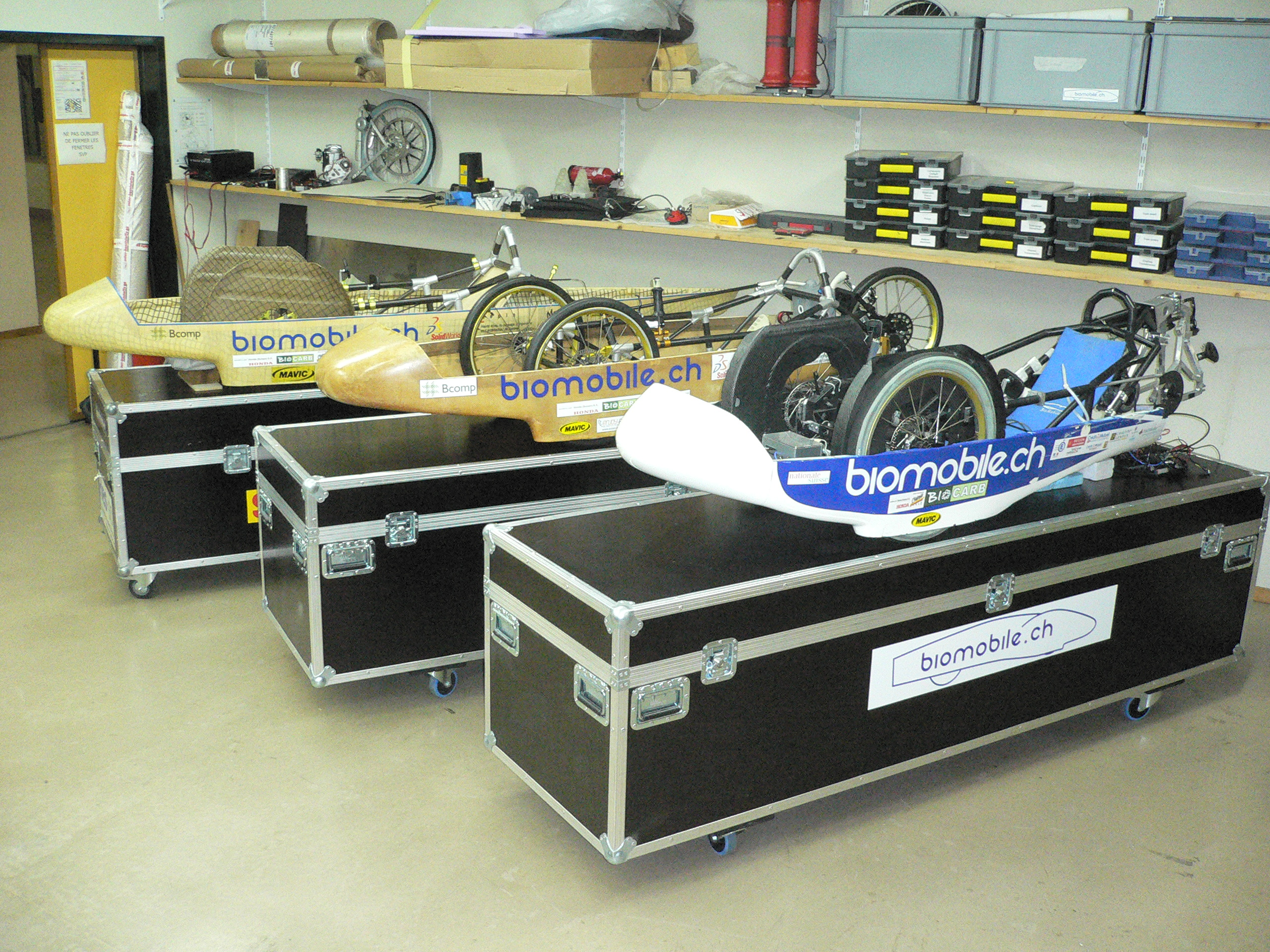
Les trois générations de biomobile.

La première voiture, biomobile, est le véhicule destiné aux courses. Il fait partie de l'ancienne génération, mais elle n'en demeure pas moins fiable et connu. Sa principale innovation résidait dans le recours à la bioessence, un carburant réalisé à partir de déchets végétaux.

### (b)mobile
La deuxième voiture, (b)mobile, est en quelque sorte un véhicule de « transition ». Souhaitant se rapprocher du véhicule vert, il a innové notamment de par sa carrosserie réalisée en composites végétaux, ainsi que son châssis, réalisé dans un premier temps en tubes de carbone, puis en tubes de lin.

### (c)mobile
La troisième voiture, (c)mobile, rassemble les derniers développements. Hormis le moteur et les verrières, elle est entièrement réalisée à partir de matériaux biosourcés. Sa principale innovation concerne la généralisation de l'optimisation topologique à l'ensemble de ses éléments.

## La technique

### La bio essence
La bio essence, (X41), est fabriquée à partir de déchets organiques transformés en bio pétrole, qui est ensuite distillé de manière conventionnelle, produisant de l’essence, du kérosène et du diesel. Seule l'essence est retenue pour alimenter biomobile.
Contrairement à quasiment toutes les autres bio essences, qui sont des succédanés d’essence fossile, le X41 est son équivalent sur les plans physique et chimique. Elle n'est donc pas un carburant de substitution mais un carburant équivalent à l'essence normale RON95 et peut alimenter n'importe quel moteur à cycle de Beau de Rochas sans modification constructive ou réglage spécifique et sans influencer les performances. Produite avec des déchets,  cette bio essence n'entre donc pas en concurrence avec la production alimentaire ou fourragère, ce qui règle le problème éthique posé par les autres carburants alternatifs à base de produits alimentaires.
Ce carburant est quasiment neutre du point de vue des émissions de dioxyde de carbone : sa combustion ne rejette que le CO2 préalablement absorbé par le végétal[réf. nécessaire].
| Caractéristiques       | Normale 95                       | Bio essence X41            |
| ---------------------- | -------------------------------- | -------------------------- |
| PCI (kJ/kg)            | 43 500                           | 46 000                     |
| Masse volumique (kg/l) | 0.725-0.780                      | 0.740                      |
| Indice d'octane        | > 92                             | > 90                       |
| Autre                  | Traces de soufre Traces de plomb | Pas de soufre Pas de plomb |

### Moteur
À l'origine, Biomobile était propulsée par un moteur GX35 de débroussailleuse fabriqué par Honda. Ce moteur, à essence, repose sur un cycle à quatre temps et possède un rendement intéressant compte tenu de son origine et de sa destination. Le choix d'un moteur du commerce repose sur la volonté de démontrer l'universalité de la bio essence. Ce moteur est trop puissant et tourne trop rapidement; il n'est pas adapté à cette utilisation et a été remplacé par le GX25, plus petit, du même constructeur, entraînant ainsi le passage d’une transmission d'un étage à deux étages. Certains périphériques ont également été modifiés afin d'améliorer l'adéquation du moteur au fonctionnement de la voiture. Il est équipé d'une injection pilotée et d'un allumage électronique. Cependant, lors de la conception de la (c)mobile, et en raison de l'évolution des parcours de compétition en 2017-2018, il a été décidé d'abandonner le moteur GX25 et de revenir au GX35, plus puissant. Néanmoins, il sera équipé de l'injection qui alimente la version « biomobile » du GX25.
- Moteur : Honda monocylindre à quatre temps
- Cylindrée : 25 cm3
- Taux de compression : 14
- Injection / allumage : électronique Magneti Marelli
- Puissance délivrée : 1 kW
- Arbre à cames : en tête, deux soupapes
- Lubrification : séparée
- Masse : 2,2 kg

### Transmission
À l'origine, la voiture était équipée d’un embrayage à crabots puis d'un embrayage à disque commandé et d'un embrayage centrifuge. Finalement, celui qui a été retenu est un embrayage novateur centrifuge à trois mordaches où la force de rappel, qui est habituellement exercée par des ressorts, se fait par des aimants permanents.
Biomobile utilise une roue-libre sophistiquée qui fonctionne avec un principe inertiel. Contrairement à tous les dispositifs semblables, elle ne génère aucun frottement.

### Partie cycle

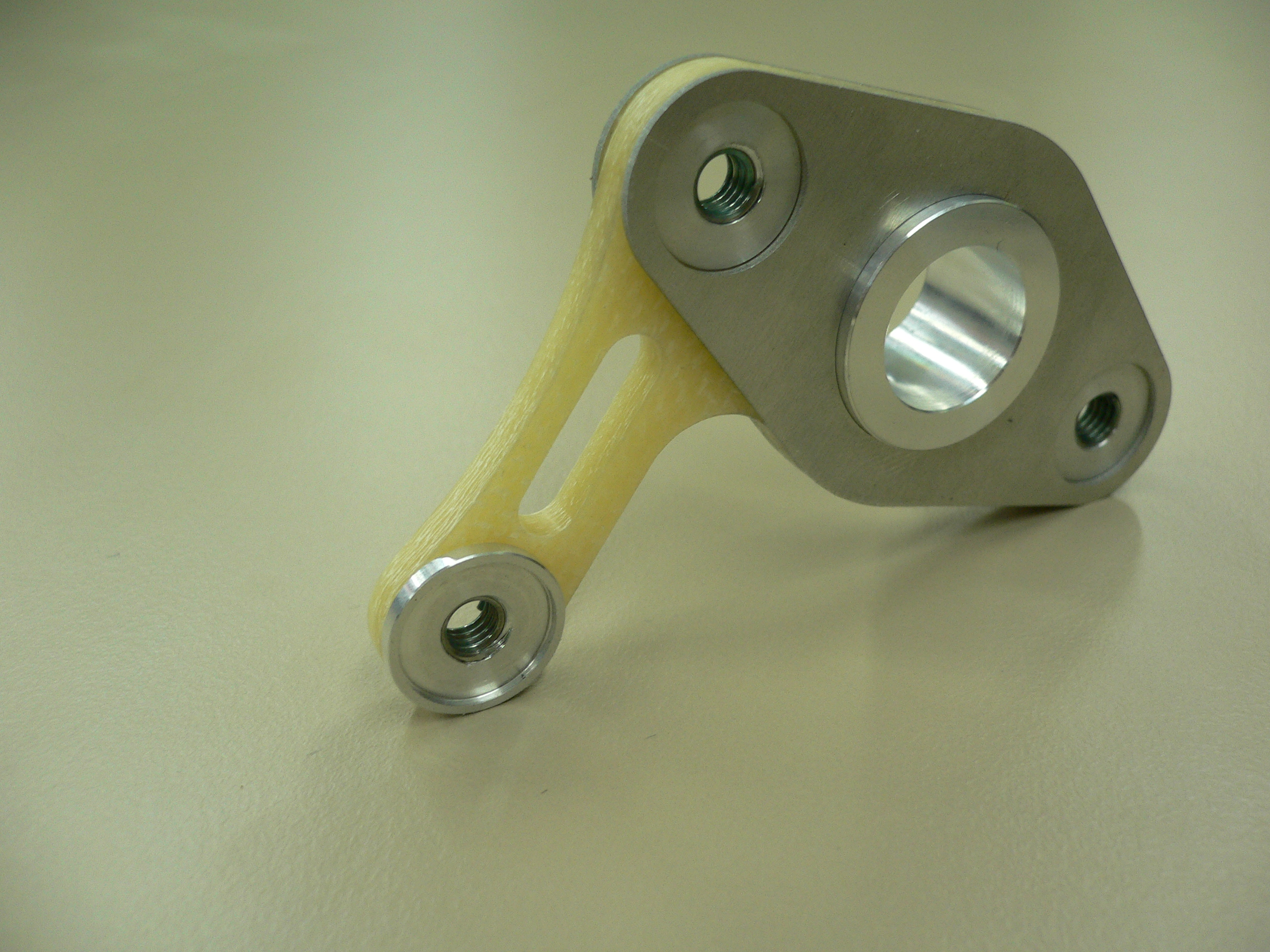
Support d'axe de la roue avant réalisé par un sandwich constitué d'une âme composite lin + époxy et d'une peau métallique.

Biomobile a introduit et diffusé le concept de roue arrière directrice et motrice sur les engins de ce type. Cependant, l'évolution du règlement de certaines courses ayant changé, la roue arrière directrice est désormais prohibée et l'équipe biomobile a dû changer ses plans en vue de la réalisation de la (c)mobile pour interchanger la direction des roues. En effet, la roue arrière directrice permet la réalisation de véhicules plus étroits, donc plus aérodynamiques, mais étant intrinsèquement instables, ils rendent la conduite difficile.
Initialement équipée d'un berceau pivotant autour d'un axe, elle possède une direction originale à centre de rotation virtuel qui repose sur une géométrie déformable, basée sur des rotules et biellettes. Sa géométrie est telle qu'en virage la roue s'incline à l'image de celle d'un vélo et la voiture se soulève, assurant une forte stabilité statique (théorème de l'énergie potentielle minimale ou de Torricelli).
Le véhicule a connu trois générations de roues : des roues lenticulaires en carbone puis des roues assemblées sur la base de jantes aluminium du commerce puis des roues réalisées par Mavic, légères, résistantes, aérodynamiques et équipées de pneus sans chambre à air. Ces jantes possèdent une précision géométrique meilleure que les roues lenticulaires.
Par la suite, une étape importante a consisté à équiper le véhicule de jantes en lin, en adéquation avec la volonté de généraliser les composites végétaux.

### Aérodynamique
L’aérodynamique du véhicule est basée sur des essais aérodynamiques menés, à l'échelle 1, dans la grande soufflerie du CMEFE  (Groupe de compétences en mécanique des fluides et procédés énergétiques) d'HEPIA, et sur des simulations de mécanique des fluides numérique. Ces campagnes ont permis la détermination des champs de pression et des vitesses autour de la voiture en fonction des angles de lacet, roulis et tangage. Le positionnement des organes a été optimisé. Elles ont également déterminé l’angle de tangage minimisant la traînée induite et améliorant l’aérodynamique générale de la voiture

### Carrosserie
La carrosserie existe en trois versions, l'ensemble transmission et motorisation étant identique.
Celle de biomobile, bleue et blanche, réalisée en fibres de carbone liées par de la résine fossile.
Celle de (b)mobile, représente la première étape vers le véhicule vert dont la carrosserie est réalisée en sandwich cellulose, papier et abaca.
Un troisième véhicule, démonstrateur de technologies nouvelles, est réalisé quasiment exclusivement en matériaux verts à l'exclusion des verrières, des roues et du moteur. Sa carrosserie est constituée d'une peau de cellulose doublée d'abaca, renforcée par des résilles de lin liées par une bio-résine. Le harnais de sécurité est en lin ; le support de siège, pare-feu, support d'extincteur, passages de roues sont réalisés selon le procédé Amplitex. Le siège est en mousse végétale recouverte de cuir. Les résines utilisées tiennent compte des propriétés attendues. Certaines pièces, très sollicitées mécaniquement comme le support des axes de roues, sont réalisées par un sandwich constitué d'une âme composite multicouche et d'une peau métallique (aluminium ou titane). Le second et le troisième véhicule sont connus sous le nom de (b)mobile qui est régulièrement exposé en Europe. La version en cours de développement en 2019 est la (c)mobile, et reprendra chaque élément végétal mis en place par l'un de ses prédécesseurs.

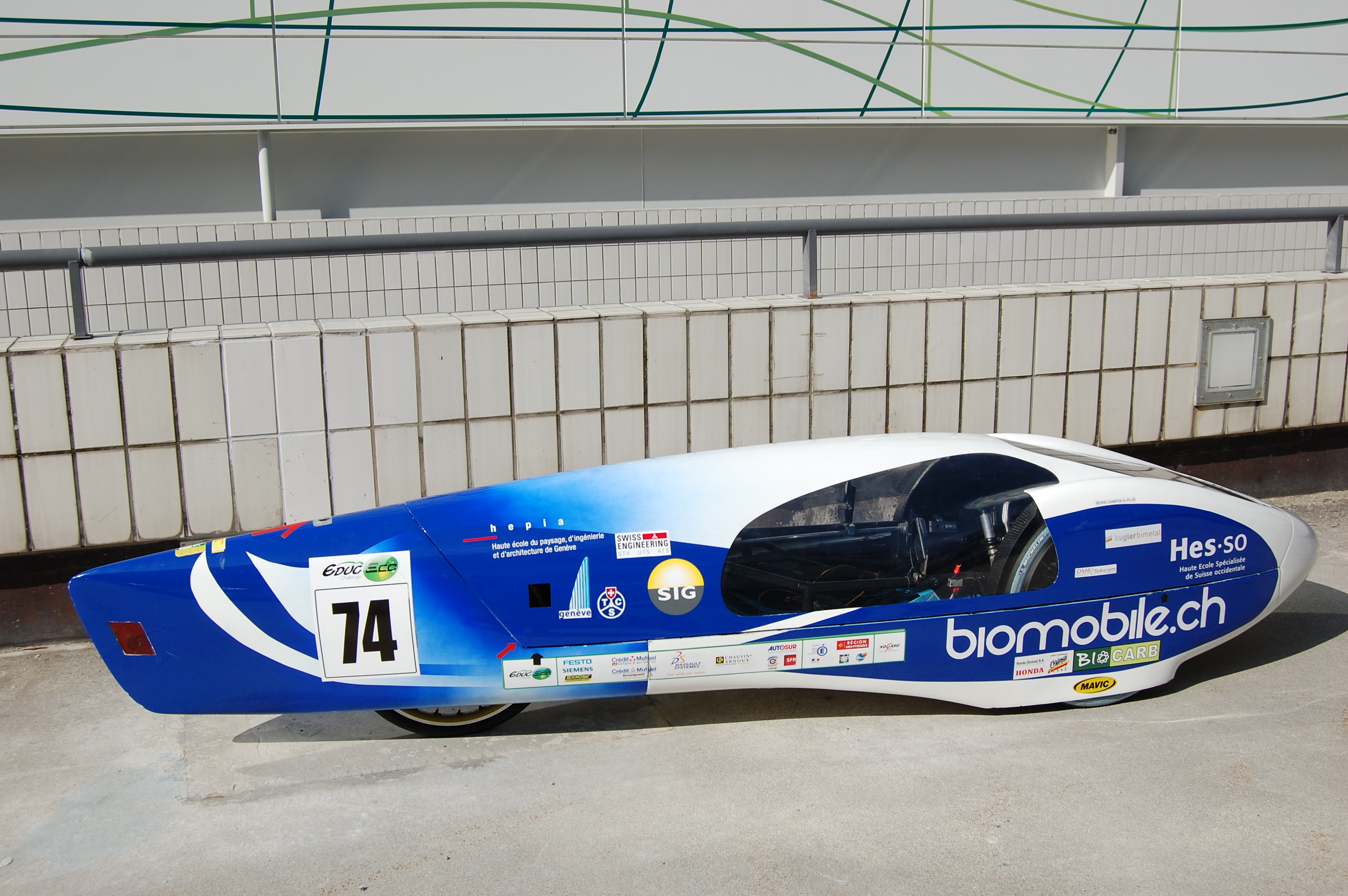
La première version possède une carrosserie en fibres de carbone.
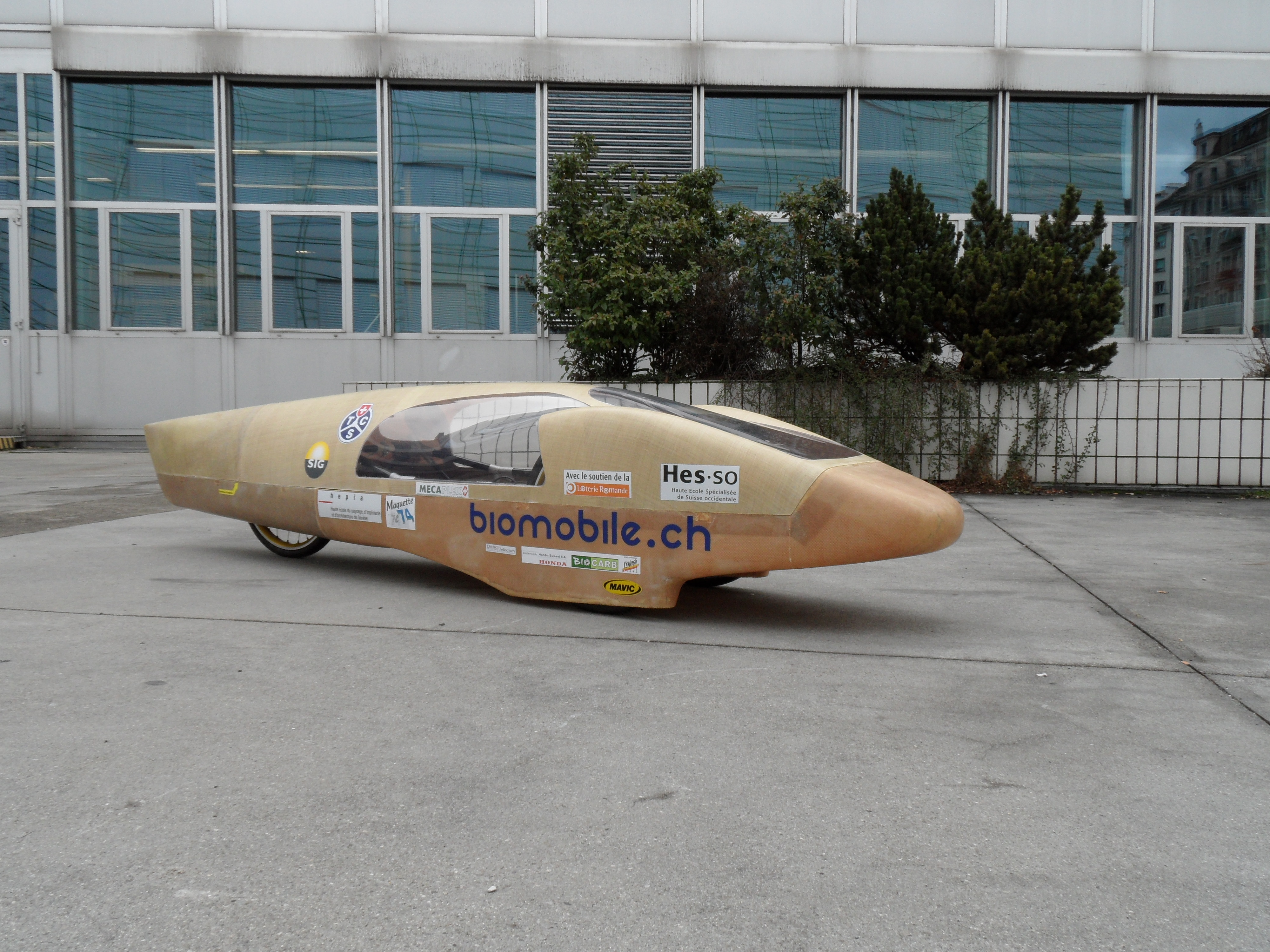
La deuxième version à carrosserie en composites végétaux.
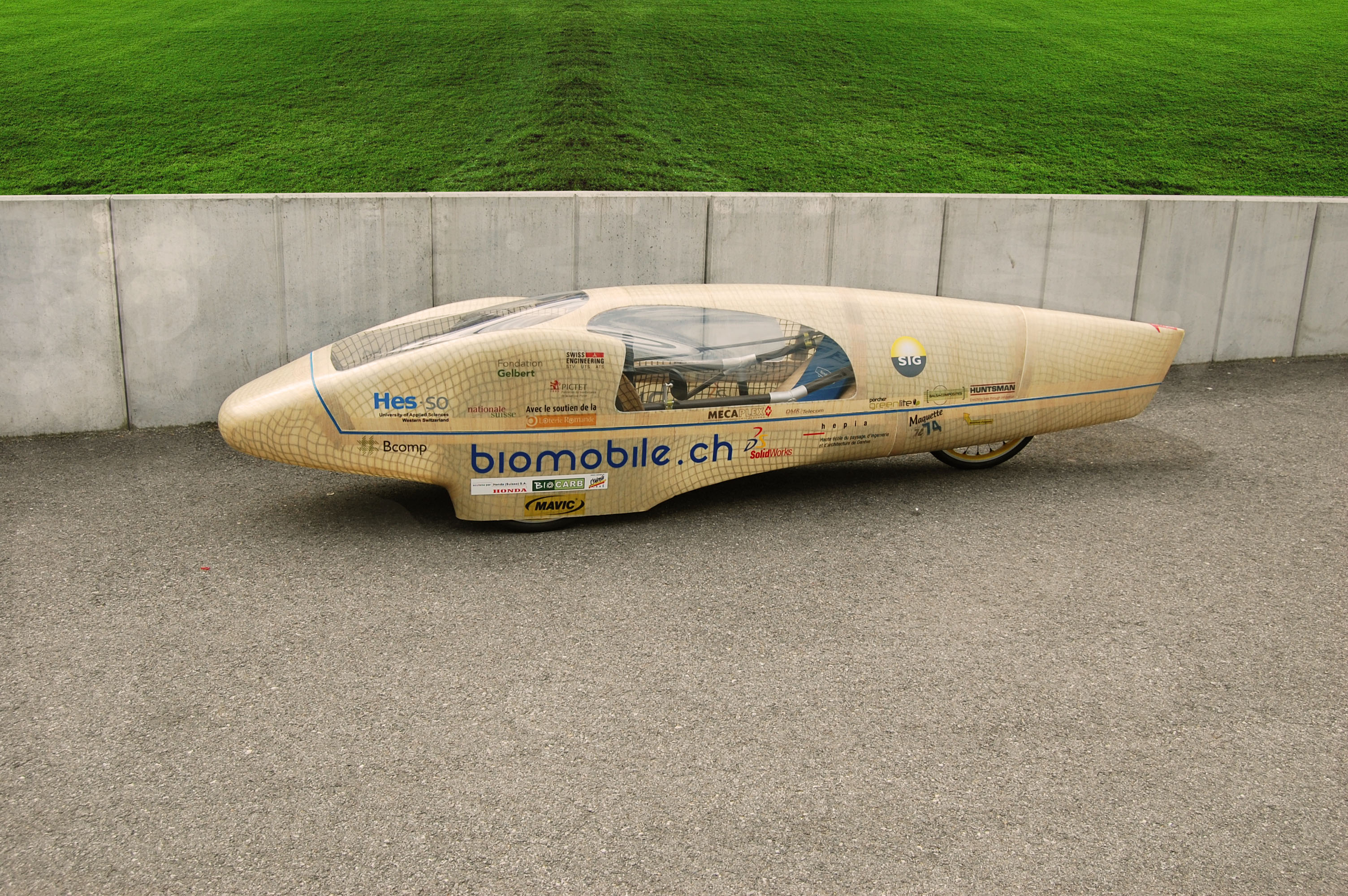
La troisième version à carrosserie constituée de fibres végétales.

### Châssis

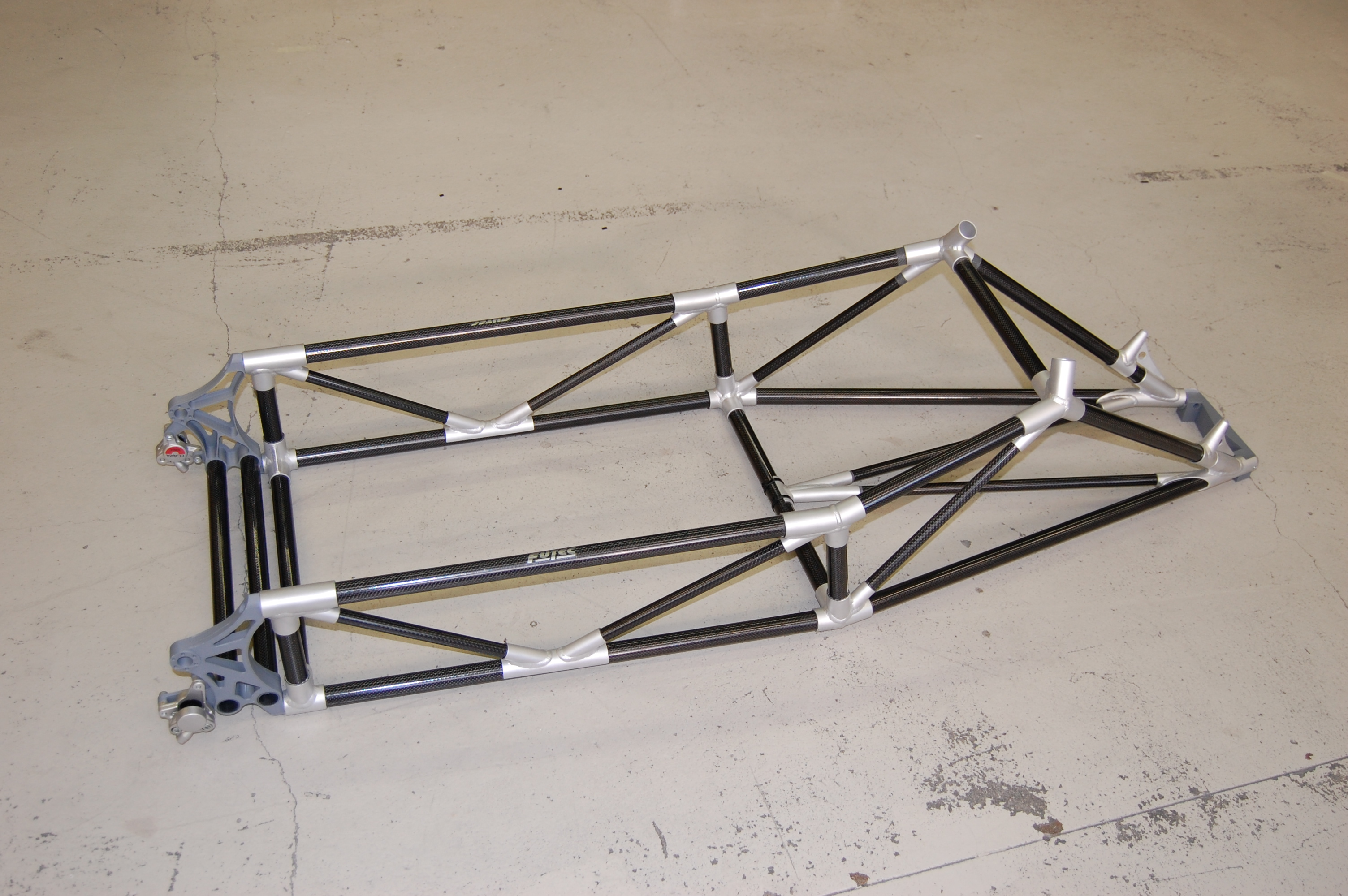
Châssis basé sur une structure en treillis, est réalisé en tubes de carbone et aluminium. Il pèse 2.5 kg.

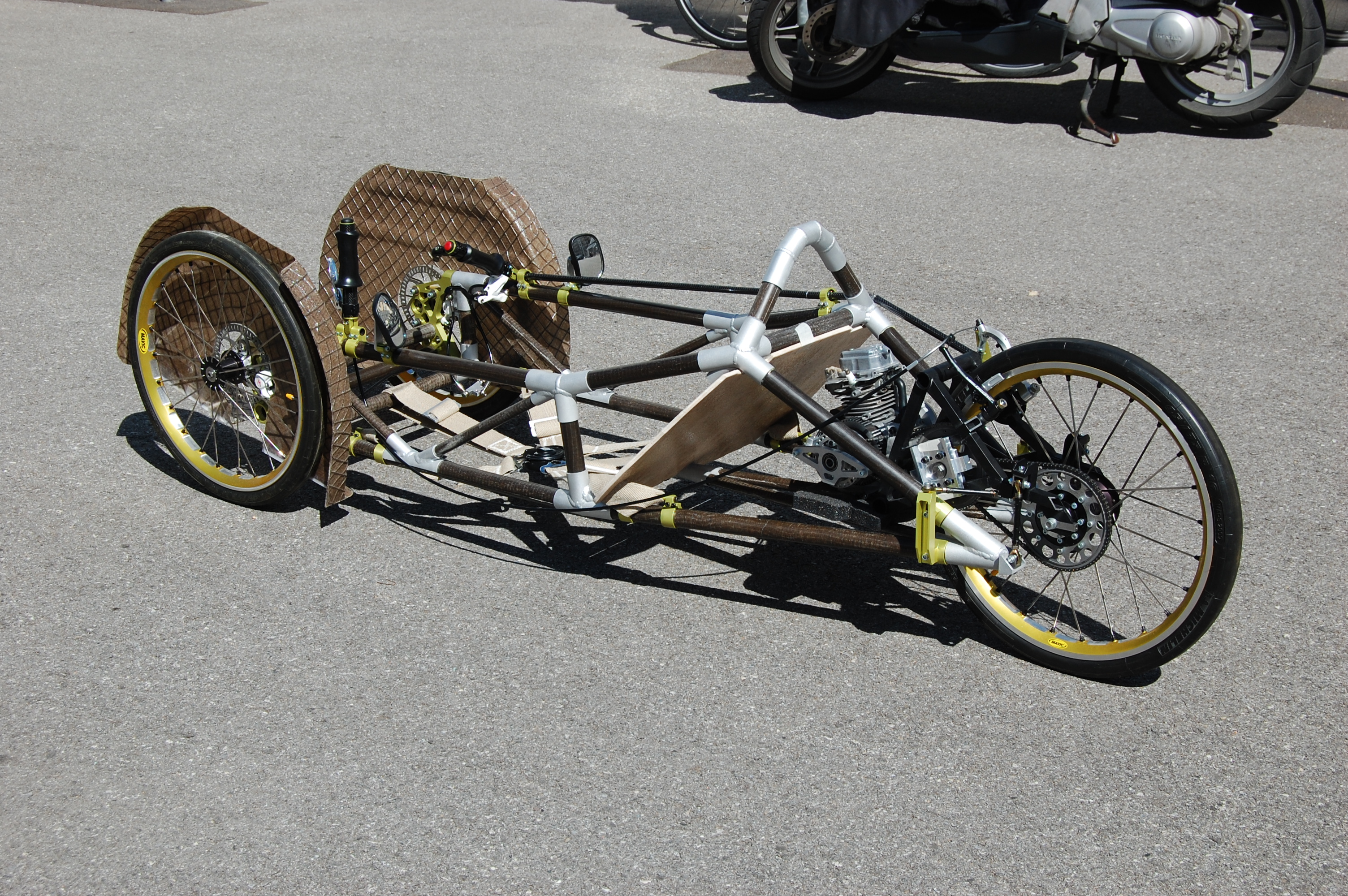
La troisième version est équipée d'un châssis réalisé avec des tubes de lin liés par des jonctions en aluminium.

Dans la première version, le châssis était réalisé en tubes d'acier à haute résistance d'une épaisseur de 0,5 mm.
Puis, Biomobile a été équipée d'un châssis en carbone, puis en lin et aluminium, deux fois plus léger que le précédent.
La version la plus récente[Quand ?] accueille un châssis constitué principalement de balsa, de cellulose (Porcher Industries) et de lin, liés par une résine largement biosourcée. Il comporte quelques inserts en acier.

### Électronique embarquée
Afin d'améliorer le rendement du moteur et, surtout, de faciliter la prise en compte des paramètres de course, il est équipé d'une injection indirecte. Les commandes de l'injecteur et de l'allumage sont assurées par un boîtier Magneti Marelli. Il est cependant en passe[Quand ?] d'être remplacé par un dispositif artisanal.
Le suivi de course et les relevés des paramètres sont réalisés par le dispositif Togodo (utilisé principalement pour le diagnostic des problèmes et pour le perfectionnement du véhicule) développé par Nicolas Schroeter de la Haute École d'ingénierie et d'architecture de Fribourg. Ce dispositif doté, entre autres, d'un GPS, de trois accéléromètres, d'un gyroscope tridimensionnel et d'un magnétomètre donne des informations détaillées sur le comportement du véhicule, de la transmission et du pilote tout au long de la course. Il permet aussi la projection de la trajectoire suivie sur Google Earth.

### Optimisation topologique
Afin de limiter la consommation de matériaux dans la réalisation de son dernier véhicule, l'Association a franchi une nouvelle étape en généralisant le design de ses composants à l'aide de l'optimisation topologique, comme le fait la nature. Le travail porte sur le design et le dimensionnement du berceau-moteur à l'aide d'une méthode d'optimisation topologique et la modélisation de son comportement. Cette démarche a été étendue à l'ensemble des éléments du véhicule.

## Le biobike

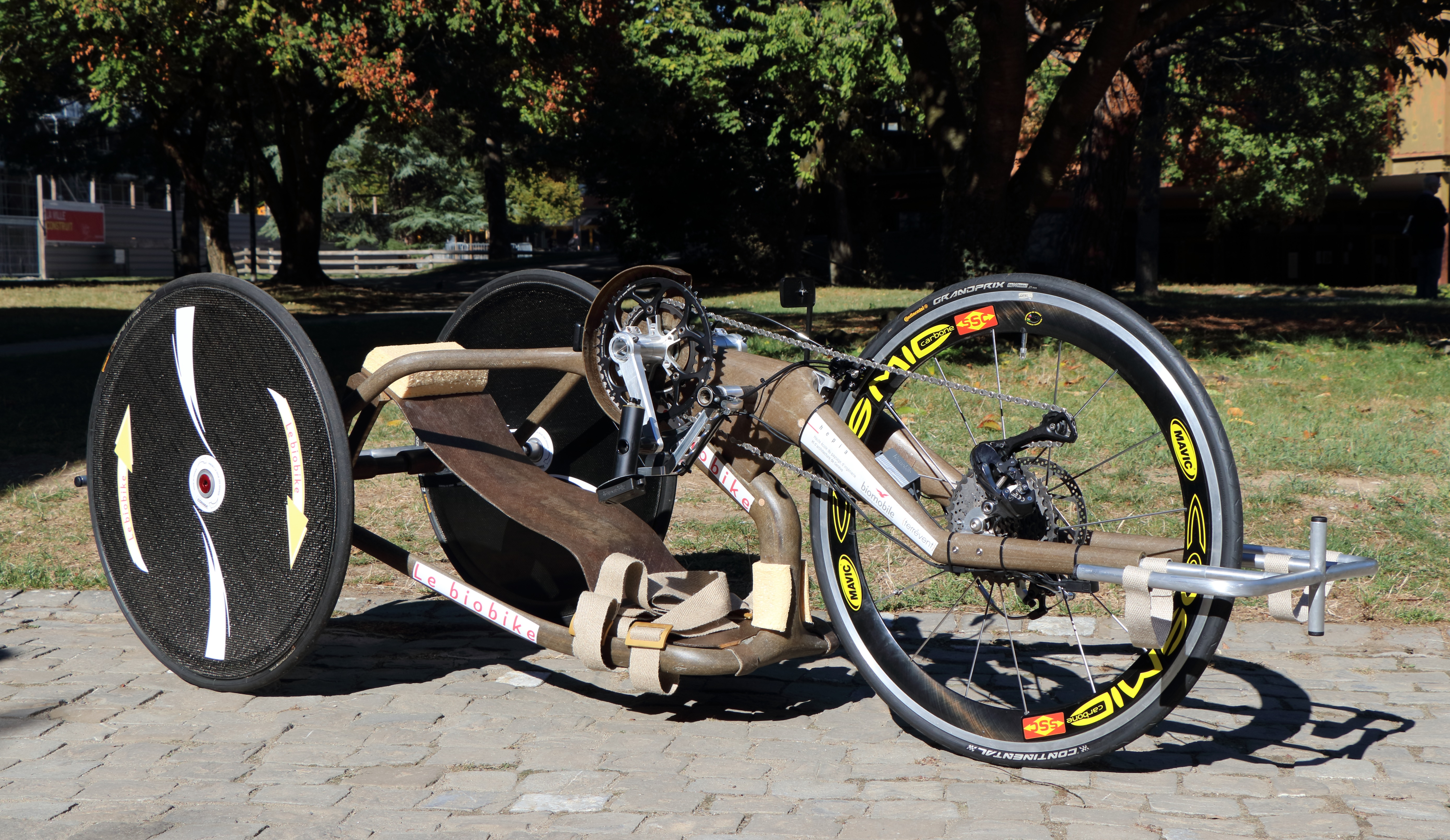
Le biobike, réalisé par biomobile en collaboration avec HEPIA.

Une rencontre avec Silke Pan, athlète handicapée et vice-championne du monde de handbike, a conduit biomobile et HEPIA à concevoir et réaliser, à partir de 2015, un nouvel handbike de compétition, destiné à remplacer le matériel que Silke utilisait jusqu'ici.
L'objectif était de concevoir et de réaliser un handbike au moins aussi performant que les meilleurs modèles actuels, mais réalisé en matériaux biosourcés (fibre de lin, résine végétale, hêtre, etc.) : le biobike. Enfin, il devait être en tout point conforme aux règles de l'UCI afin d'être accepté en course.
S'inscrivant dans la philosophie de biomobile, le projet a fait appel à l'utilisation de matériaux biosourcés pour la réalisation de la structure du handbike, ainsi qu'à l'optimisation de la plupart de ses éléments et de ses performances techniques. Composé d'une fourche et d'un cadre en fibre de lin, le biobike ne pèse environ que douze kilos, et il présente plusieurs caractéristiques qui maximisent ses capacités tout en s'inscrivant dans une mobilité durable.
Le biobike révolutionne la géométrie du « véhicule », les matériaux utilisés et certains des périphériques spécialement optimisés pour une exploitation optimale sur un handbike, tout en respectant au maximum l'environnement.
Le projet a été soutenu techniquement par plusieurs partenaires et, sur le plan financier, par Terrévent, une fondation qui soutient, notamment, l'insertion et l'intégration des handicapés au monde du travail. Les essais menés sur vélodrome montrent que les performances obtenues sont supérieures à celles des meilleurs handbikes de compétition. Le biobike a pu être finalisé et présenté en 2017.

## Étapes des projets
- 2001-2004 : premières réflexions
- 2004-2005 : lancement du projet et développement du procédé de fabrication de la bio essence
- 2005 : premier prototype en fibres de carbone et châssis acier et participation à la première course
- 2005-2008 : développement des éléments de biomobile
- Automne 2008 : constitution de l’Association biomobile et définition du projet
- Automne 2008 : choix du moteur, conception du châssis et de la transmission
- Hiver 2008-2009 : intégration de ces éléments dans le véhicule actuel, tests. Miniaturisation de l’informatique
- Fin hiver 2008- début printemps 2009 : formation et entraînement des pilotes sur le nouveau véhicule
- Printemps 2009 : premiers constats, corrections des « défauts » relevés
- Fin du printemps 2009 : préparation de la course + course
- Été 2009 : bilan, première esquisse de la nouvelle carrosserie
- Automne 2009 : étude de mécanique des fluides numérique et expérimentation de la nouvelle carrosserie
- Hiver 2009 : définition de la tactique de course adaptée au nouveau circuit
- Printemps 2010 : formation et entraînement des pilotes sur le nouveau véhicule
- Fin printemps 2010 : préparation des courses + courses à Nogaro et Rockingham
- Fin 2010 : réalisation d’une nouvelle carrosserie en matériaux renouvelables
- Première moitié 2011 : conception, réalisation d’une nouvelle partie cycle
- 2011 : adaptation d’un cycle de Miller sur le moteur
- Mai 2011 : première participation au Challenge ÉducÉco à Nogaro
- 2012-2013 : réalisation d’une nouvelle voiture, en fibres végétales (b)mobile
- Début 2013 - mi 2014 : conception d'un châssis en composite végétal, modélisation du comportement de la voiture et caractérisation des tubes de lin
- Automne 2013 : naissance de la marque biomobile et nouvelle charte graphique (comprenant un nouveau logo et l'extension des activités)
- Début 2014 : modification de la biomobile no 1 au niveau de la carrosserie
- Mars 2014 : réalisation de pièces structurales en composites végétaux donc un châssis en sandwich Lin-Balsa
- Été 2014 : Ventilation automatique de l'habitacle, nouveau siège et système de régulation de pression
- 2014-? : application des technologies de biomobile à d'autres réalisations
- Fin 2014 : mise en service de la voiture avec le châssis en fibres de lin
- 2015 : étude préliminaire en vue de la réalisation du biobike
- 2016 : étude préliminaire en vue de la réalisation de (c)mobile
- 2017 : présentation du biobike[14], un handbike végétal présenté par hepia et biomobile
- 2017-2018 : évolution de la voiture (c)mobile avec nouveau changement de moteur (retour du GX25 AU GX35)
- 2018 : Collaboration avec le Lycée de la Joliverie (Nantes) pour la conception de la (c)mobile
- 2019 : Carrosserie de la (c)mobile en cours de réalisation

## Financement de l'association
Le financement de l'association repose entièrement sur le bénévolat, le mécénat et le sponsoring. Les sources sont essentiellement privées.
Si certaines entités fournissent une aide exclusivement financière (mécénat), la plupart des soutiens découlent du sponsoring. Ce dernier est souvent organisé à la manière d'un troc : les entreprises soutiennent biomobile dans son développement, participent à la réalisation de certains éléments de la voiture et font bénéficier biomobile de leur savoir-faire et de leur expérience ; en contrepartie, biomobile fournit des prestations correspondant aux compétences de son équipe.

## Manifestations, expositions et distinctions

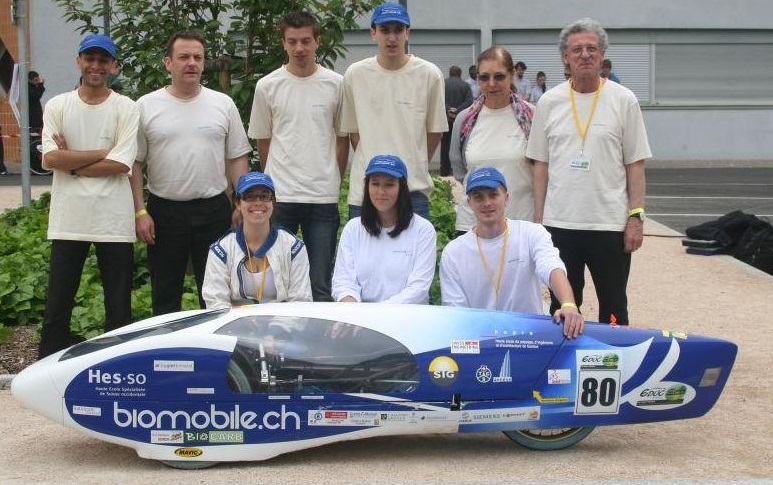
L'équipe Biomobile lors du Challenge ÉducÉco à Colomiers en mai 2013, juste après le passage du contrôle technique.

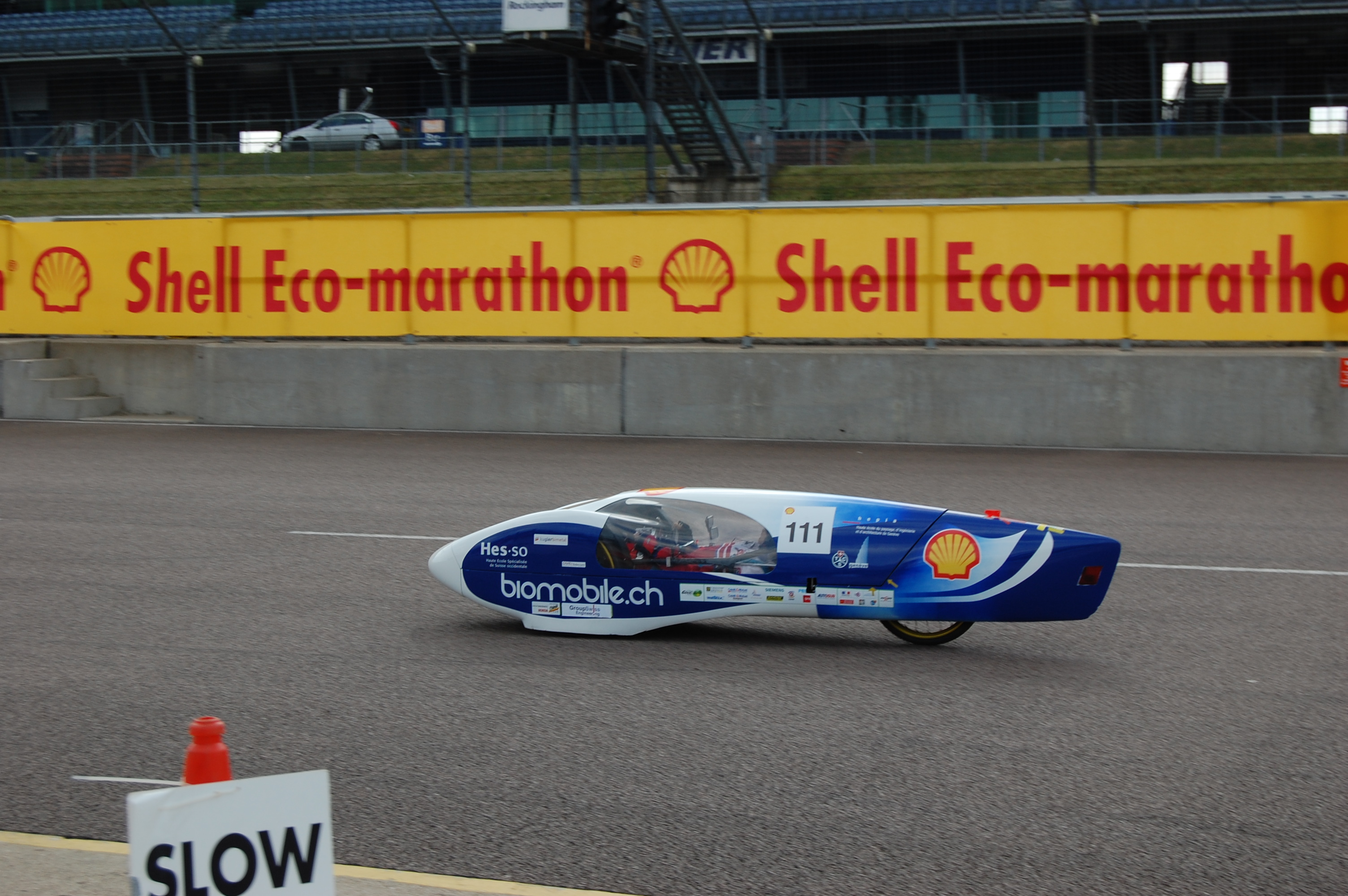
Biomobile lors de l'Éco-Marathon Shell à Rockingham, en 2010.

Biomobile participe régulièrement à des présentations, expositions et autres manifestations destinées à la préservation de l'environnement ou à la mobilité.
- 2004 : World Engineers’ Convention à Shanghai
- 2005- 2010 : Éco-marathon Shell à Nogaro (sauf 2010 à Rockingham)
- 2005 : Humantech à Zurich
- 2006 : Fondation européenne pour le développement durable des régions à Genève

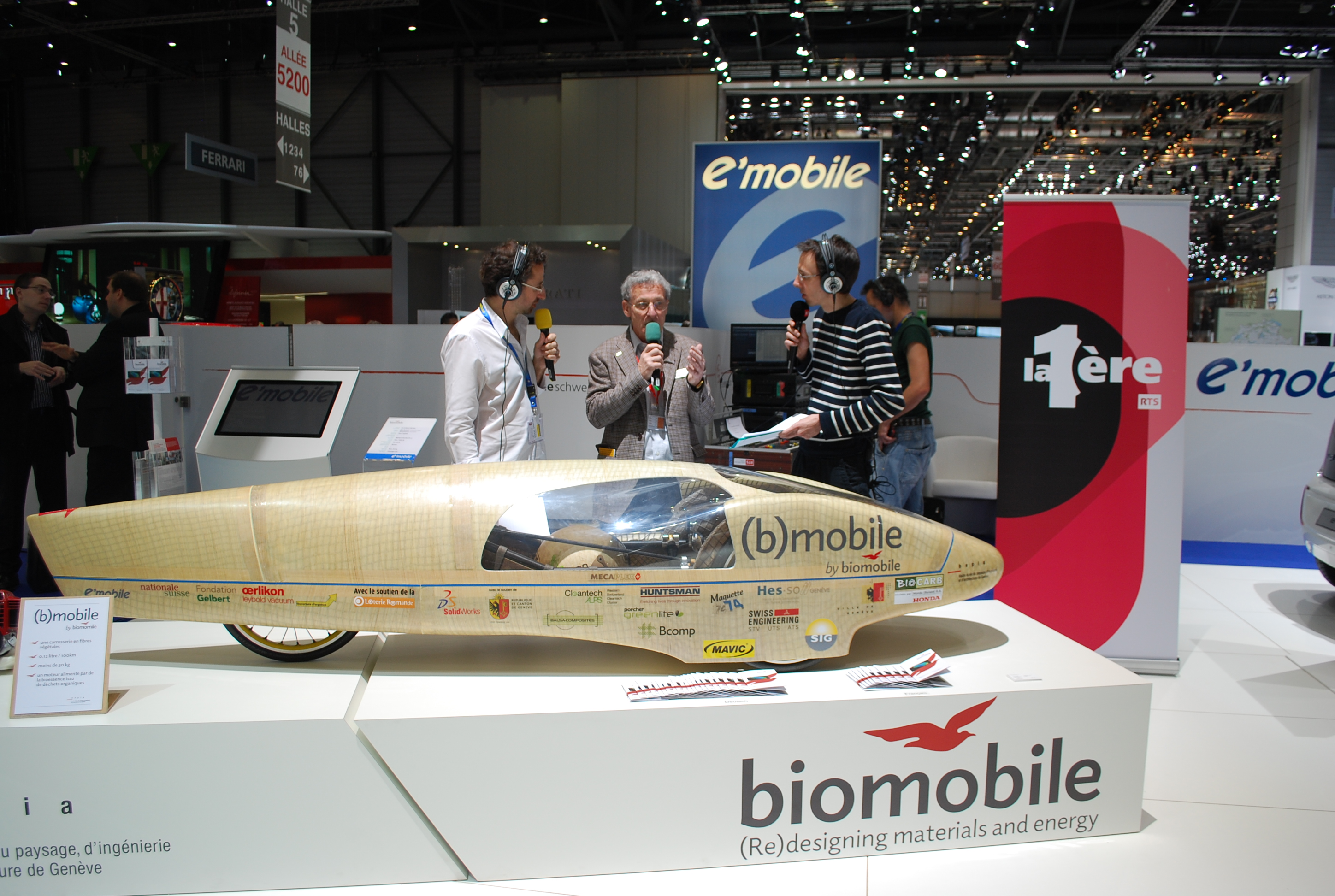
(b)mobile au salon de l'automobile de Genève en 2014.

- 2006-2014 : Salon international de l'automobile de Genève[15]
- 2007 : Salon des énergies renouvelables à Lyon
- 2008 : Salon de la Recherche et de l’innovation à Paris
- 2009 : Salon Aria Nuova à Monza
- 2009 : Forum suisse de l’Innovation à Bâle
- 2010 : Foire de Hanovre
- 2010-2013 : Challenge ÉducÉco à Nogaro
- 2011 : Energissima salon des énergies renouvelables à Fribourg
- 2012-2013 : JEC-Composites à Paris[16]
- 2013 : 7e conférence européenne des villes durables à Genève,
- 2013 : Manifestation e-mobile au Rolex learning center
- 2013 : Journée de la technique à Fribourg
- 2014 : Salon international de l'automobile et des accessoires de Genève
- 2014 : Invitée d'honneur de l'île verte au salon des Inventions de Genève(b)mobile au salon de l'automobile de Genève en 2014.
- 2014 : Salon international des inventions à Genève
- 2014 : Journée de la technique Swiss Engineering à Dübendorg
- 2015 : Plant based Summit à Lille
- 2015 : Salon I-Connect à Lyon
- 2015 : BMW Group Sustainability Day à Munich
- 2015 : Journée de la technique EPFL à Lausanne
- 2016 : Salon de la mobilité durable à Morges
- 2017 : Expo Juniors, Genève
- 2017 : Trophée Andros, Val Thorens
- 2018 : JEC World, Paris
- 2018 : Mouv' sans Carbone, Sainte-Marie-Aux-Mines
- 2018 : Village des Sciences, Le Creusot
- 2018-2019 : Fibre-fixed. Composites in Design - Design Museum Gent, Gand

Le projet biomobile a reçu, entre autres, la bourse cantonale du développement durable délivrée par le canton de Genève en 2013 ainsi que le certificat du Prix suisse de l'éthique en 2013.